# Schismatoglottis bolivarana
Schismatoglottis bolivarana là một loài thực vật có hoa trong họ Ráy (Araceae). Loài này được Bunting & Steyerm. miêu tả khoa học đầu tiên năm 1969.